# 中書省
中書省（ちゅうしょしょう）は、中国で三国時代の魏から明代初期まで存在した中央官庁の名称。主に詔勅の立案・起草を司った。

## 中書省
| 秦   | 前漢     | 後漢                 | 魏       | 晋           | 隋（煬帝） | 唐（玄宗） | 宋           | 元       | 主要職務                 |
| ---- | -------- | -------------------- | -------- | ------------ | ---------- | ---------- | ------------ | -------- | ------------------------ |
| 丞相 | 中書令   |                      | 中書監令 | 中書監令     | 内史令     | 中書令     |              | 中書令   | 立制、詔勅之記録・傳達。 |
|      |          |                      | 中書侍郎 | 中書侍郎     | 内史侍郎   | 中書侍郎   | 中書侍郎     | 行中書令 | 立制、詔勅之記録・傳達。 |
|      | 散騎常侍 | 散騎侍中共平尚書奏事 | 散騎常侍 | 通直散騎常侍 | 散騎常侍   | 右散騎常侍 | (加官)不常設 |          | 立制、詔勅之記録・傳達。 |
| 謁者 | 謁者僕射 | 謁者僕射             | 謁者僕射 | 謁者         | 謁者台大夫 | 通事舎人   | (謁者監)     | 行謁者監 | 立制、詔勅之記録・傳達。 |

## 中書省成立以前の背景
官庁名としての起源は、三国時代の魏にまで遡る。但し、「中書」の官名は、さらに前漢の武帝の時期の「中書謁者」にまで遡る。この場合の中書謁者は、宦官に尚書が管掌する事をつかさどらせたものである。しかし成帝の時に中書謁者は廃止された。漢代は尚書が上奏を皇帝にみせるかどうかを決定する権限を握っており、皇帝が権力を強めようとする場合はこれに代わる秘書的な存在が必要となった。

## 中書省の成立と宰相権限の獲得
こうして魏の文帝の時期になると中書省を新設し、詔命の起草を管掌させ、また、政治の枢要にも参画させることとした。すなわち皇帝の発する命令の内容を決める権限によって尚書を始め他の政治機関を統制出来るようになった。これより以降、尚書は行政上の事務を施行する官庁に事実上の格下げがなされた。一方、中書の方は、尚書に代わって権力を掌中に入れ、相職つまり宰相の職と呼ばれるようになった。
晋から南北朝時代にかけて門下省が新設される。これは当時勢力を伸ばしていた門閥貴族の牙城となって、中書が起草した詔命を審議の上却下する権限を得た。これによって、一時中書の地位は後退した。唐代では、中書は、門下や尚書と共に三省を形成する。中書の職掌は詔勅の起草であり、また、臣下からの上奏に対する答の草案作成も行なった。また、中書省内には、中書令、中書侍郎以下の官が設置された。唐では皇帝の貴族に対する権限が強化され、貴族の意向を代弁する門下省に比べて皇帝の秘書的存在である中書省の権限が再び増大した。中書令は正宰相であり、門下省の影響力低下によって強大な権限を振るうようになる。しかし、唐も後半になると中書令は大功に授与される名誉職的な存在となり、宰相の権限は、主に中書省や門下省の侍郎（次官）以下が就任する同中書門下平章事（同平章事と略す）へと移行した。

## 中書省の実態消滅と廃止
北宋になると、中書省の長官は門下省や尚書省と同様に実官ではなくなり、功臣に対する没後の贈官へと形骸化した。
元代では、中書省は中央政府の統治機関となり、首都大都を中心とする首都圏地帯（腹裏、モンゴル語：コル）の施政を担当した。また、各地方にも中書省の業務を地方において代行する行中書省（行省）が設置された。そして、この行省が、今日みられる地方行政区画としての各省の起源となった。ただし、三田村泰助が言うようにこの「中書省」はモンゴルの伝統的な執政府であるエケ・ジャルグチ（大法官）やエケ・ビチグチ（大書記官）の漢人官僚による訳語に過ぎない。笠沙雅章によると、その職務も詔勅の起草に止まらず枢密院（軍政）、御史台（監察、司法）が扱う以外の全ての政治権力が集中した強力なものであった。すなわち唐代の中書省とは全く別の機構である。
明代の初代皇帝洪武帝も当初は中書省を設置し、その長官たる丞相が宰相となった。しかし1380年（洪武13年）の胡惟庸の獄を機としてともに廃止された。この中書省も唐代のそれではなく元代の中書省を引き継いだ機関であった。すなわち唐代の中書省は唐末から五代にかけて消滅しており、ここでの元代からの中書省の廃止と混同してはならない。しかしこの洪武帝の中書省廃止は、丞相をはじめとしてあらゆる宰相職を廃止したという意義がある。これによって六部の長官である6人の尚書が直接皇帝の命令を受けるという皇帝独裁体制が成立した。

## 日本での中書省
日本では中務省の唐名とされ、「前中書王」（兼明親王、中務卿）、「後中書王」（具明親王、中務卿）、「本多中書」（本多忠勝、中務大輔）、「脇坂中書」（脇坂安治、中務少輔）などという言い方がある。